# Cupha zosima
Cupha zosima är en fjärilsart som beskrevs av Hans Fruhstorfer 1915. Cupha zosima ingår i släktet Cupha och familjen praktfjärilar. Inga underarter finns listade i Catalogue of Life.